# 安肯帕格里国家森林

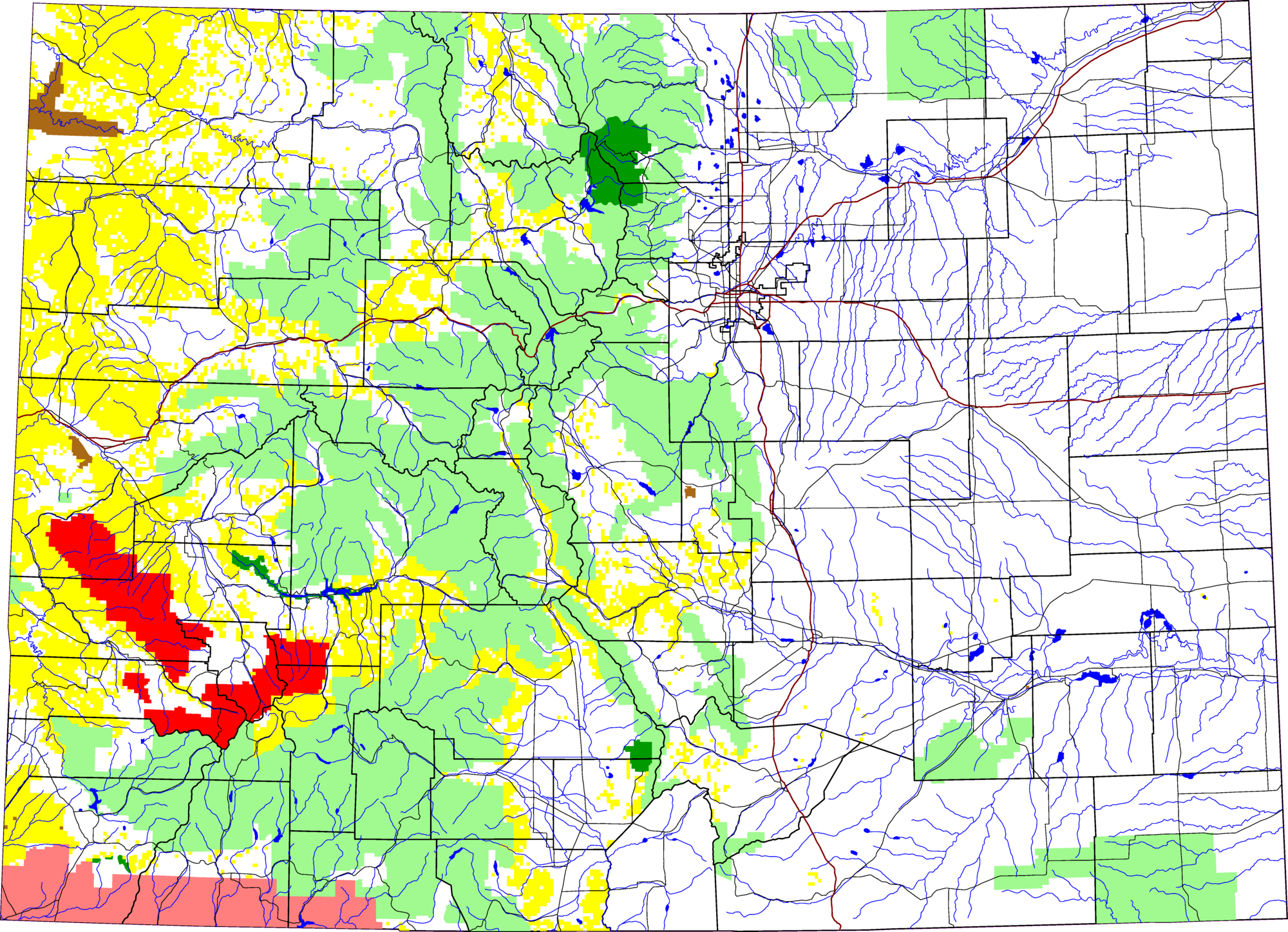
安肯帕格里国家森林（红色）在科罗拉多州的位置

安肯帕格里国家森林（英語：Uncompahgre National Forest）是是美国的一处国家森林，占地面积约3,865.68平方公里，南接圣胡安国家森林，横跨科羅拉多州西部的多个县，以占地面积排序依次是蒙特羅斯縣、梅薩縣、聖米格爾縣、乌雷縣、甘尼森縣、聖胡安縣和德爾塔縣。森林管理处总部位于德爾塔縣的德尔塔。